# Christians Kirke
 For alternative betydninger, se Christianskirken. (Se også artikler, som begynder med Christianskirken)
 Ikke at forveksle med Christians Kirke (Aarhus).
Christians Kirke er en kirke for enden af Strandgade på Christianshavn. Kirken er opført 1754 – 1759 og hed oprindeligt Frederiks Tyske Kirke, da den i mange år tjente som kirke for den tyske menighed på Christianshavn (mens Skt. Petri Kirke var og er for tyskerne i København). Kirken skiftede i 1901 navn til "Christians Kirke".

## Historie
Frederiks tyske kirke blev bygget af den tyske menighed på Christianshavn. Menigheden holdt til i Vor Frelsers kirke til den søgte Christian den 6. om tilladelse til at bygge egen kirke på Christianshavn. Kongen skænkede en tidligere saltværksgrund for enden af Strandgade til menigheden og insisterede på at kirken i udstyr og placering var efter hans ønske. Christian 6. gav lov til at oprette et lotteri for at skabe økonomisk grundlag for byggeriet. Derfor har kirken i folkemunde heddet "Lotterikirken". Kirken blev brugt af Christianshavns tyske menighed til den blev nedlagt i 1886. Fra 1901 har kirken været sognekirke for Christians Sogn, som omfatter en del af Christianshavn og Slotsholmen.

## Kirkebygningen
Kirkebygningen er tegnet af Nicolai Eigtved og blev efter hans død opført under ledelse af hans svigersøn, kongelig bygmester Georg David Anthon. Bygningen er rektangulær med et tårn ved hovedfacaden, den nordre langside. Tårnet er med spir 70 m højt. Spiret kom på i 1769 og er tegnet af G.D. Anthon.

## Interiør
Kirkerummets indretning er meget speciel. Den er efter tysk mønster en prædikenkirke, hvor tilhørerpladserne er arrangeret næsten som i et teater. Langs øst-, nord- og vestvæggene er der pulpiturer i tre etager med kongestolen midt for indgangsdøren. Alter, prædikestol og orgel er placeret over hinanden på sydvæggen. Døbefonten af norsk marmor står til venstre for alterbordet.

## Kirkeskib
Kirkeskibet Livingstone er udført af sømand Ola Andersson.
Født i Løderup i Skåne 1866-08-09 – død i København 1944-03-08.

## Gravminder
Der findes flere gravmæler i Frederiks tyske kirkes krypt. Et af de største er familien Heerings familiegravsted. Der er gravlægninger fra 1761 til i dag. Ikke længere i kiste, men i urne. Det ses på navne og blomsterne i kryptens gulv. Christians Kirkes krypt bliver stadig brugt som gravplads. En ny er Link Wrays, den første til at spille rockguitar på en ny måde.
- Front
- Bagside
- Tårnet set fra Vor Frelsers Kirke
- Hoveddør
- Strandgade

- Tårnrum
- Kongestolen over hoveddøren
- Døbefont
- Mindetavle for Grundtvigs tid i kirken 1832-1839
- Kirkeskibet Livingstone

## Eksterne kilder og henvisninger
- Wikimedia Commons har flere filer relateret til Christians Kirke
- Danmarks Kirker, København, bind 4: Christians kirke. s.73-285, Nationalmuseet 1973-75
- Christians Kirke hos KortTilKirken.dk
- Christians Kirke hos danmarkskirker.natmus.dk (Danmarks Kirker, Nationalmuseet)